# Claude Rich
Claude Rich (8 de fevereiro de 1929 – 20 de julho de 2017) foi um ator francês.